# 皇天后土
《皇天后土》（英語：The Coldest Winter in Peking）是1981年臺灣電影，中央電影公司出品，描述中共文革種種荒謬情況，出品人明驥，導演白景瑞，編劇趙琦彬、鄧育昆，主要演員有秦祥林、劉延方、郎雄、柯俊雄、胡慧中、歸亞蕾、蘇明明、陳凱倫、曹健、王玨、周仲廉、關山等等。香港亦有上映，但上映一日即因受中華人民共和國政府施壓而被英屬香港政府以「影響與鄰近地區關係」為由禁映，1989年香港解禁後重新上映。
2012年，有網友於豆瓣上建置《皇天后土》的條目，但此条目后被多次删除及复原。现条目存在，但禁止打分、评论及讨论。

## 劇情簡介
《皇天后土》講述文化大革命的故事，以中国科学院人事的更替為主軸，將“文化大革命”和“四個現代化”在大陸風起雲湧的經過做為背景，時間則歷經父母、子女三代，長達二十多年。

## 演員表
- 秦祥林飾沈毅夫
- 胡慧中飾羅玲
- 王玨飾沈濤
- 郎雄飾沈沛
- 歸亞蕾飾沈妻
- 柯俊雄飾周大同
- 田豐飾林向東
- 關山飾方怡保
- 劉延方飾周承先
- 蘇明明飾康小霞
- 吳國良飾老張
- 王星飾王森
- 張沖飾朱明
- 王孫飾李福
- 古軍飾郭沫若
- 白琳飾紅鳳
- 李影飾李成
- 葛香亭飾杜振雲
- 王復室飾沈強夫
- 珊飾周淑麗

## 獎項
- 1981年，第18屆金馬獎，最後男配角，王玨
- 1981年，第18屆金馬獎，最具時代意義特別獎

## 外部連結
- 開眼電影網上《皇天后土》的資料（繁體中文）
- 豆瓣电影上《皇天后土》的資料 （简体中文）
- 时光网上《皇天后土》的資料（简体中文）
- AllMovie上《皇天后土》的资料（英文）
- 香港影庫上《皇天后土》的資料（繁體中文）
- 互联网电影数据库（IMDb）上《皇天后土》的资料（英文）